# Іскандер (фільм, 1941)
«Іскандер» (гінді: सिकंदर; урду: سِکندر) — боллівудський фільм 1941 року.

## Сюжет
Події фільму розгортаються у 326 році до н. е. Після завоювання Александром Македонським Персії та кабульської долини він наблизився до індійського кордону біля Джелама. Він поважає Аристотеля й закоханий у персійку Ракхсану (відому як Роксана). Сограб Моді зіграв індійського царя Пуру (Пор). Індійський цар попрохав сусідніх правителів об'єднатись заради протистояння спільному зовнішньому ворогу.